# 卡諾加 (紐約州)
卡諾加（英語：Canoga）是位於美國紐約州塞尼卡縣的非建制地區。

## 歷史
卡諾加的郵局於1826年設立，其後於1907年停運。

## 地理
卡諾加所處的海拔為高於海平面137米（即449英呎），而該地所採用的時區為UTC-5，即北美东部时区（EST）。同時該地設有夏令時間，為UTC-5調快一小時，即UTC-4（EDT）。